# 청하 (가수)
청하(본명: 김찬미, 1996년 2월 9일 ~ )는 대한민국의 가수이다.

## 생애
- 대한민국 서울특별시에서 태어나 미국 텍사스주 댈러스에서 7년 정도 거주하였으며, 영어 이름은 애니 킴(Annie Kim)[4]
- JYP 퇴사 후 다양한 아르바이트를 하며 지내다가 신생 기획사인 M&H 엔터테인먼트로 이적한 후 PRODUCE 101에 참가하여 최종 4위로 아이오아이로 데뷔하였다.
- 2017년 1월 31일 아이오아이 활동을 마친 후에는 본래 걸그룹 밴디트의 데뷔조로 준비하고 있다가, 이주섭 MNH 이사가 솔로로 나서는 게 낫다고 판단하여 솔로로 데뷔하기로 했다.[5]
- 2017년 4월에 선공개 음원 "월화수목금토일" 을 발표했고, 동년 6월 7일 정식으로 솔로로 데뷔했다.
- 2023년 10월 10일 소속사 모어비전으로 이적하였다.

## 학력
- 댈러스 인터내셔널 스쿨 (중퇴)
- 고등학교 졸업학력 검정고시 (합격)
- 백제예술대학교 실용댄스과 (졸업)
- 세종대학교 글로벌지식평생교육원 실용무용전공 (학사)

## 출연작

### 텔레비전 프로그램
- 2016년 Mnet 《PRODUCE 101》 - 참가자
- 2016년 Mnet 《힛 더 스테이지》 - 3화, 10화 출연
- 2016년 tvN 《안투라지》 - 드라마 카메오 출연
- 2017년 EBS 1TV 《아! 일요일 - 기적의 달리기》 - 고정 MC
- 2017년 KBS 2TV 《유희열의 스케치북》
- 2017년 MBC 에브리원 《주간아이돌》 - 게스트
- 2017년 KBS2 《불후의 명곡 - 전설을 노래하다》
- 2017년 MBC 《미스터리 음악쇼 복면가왕》 - 참가자(대하드라마 여주인공 꽃새우)
- 2017년 FashionN 《화장대를 부탁해》 - 고정 MC
- 2017년 SBS 《마스터키》 - 9회 플레이어
- 2018년 KBS 2TV 《대국민 토크쇼 안녕하세요》 - 348회, 394회 게스트
- 2017년 MBN 《현실남녀》
- 2018년 MBC 에브리원 《주간 아이돌》 - 게스트
- 2019년 MBC 《전지적 참견 시점》 - 참견인
- 2019년 SBS 《런닝맨》 - 434회, 457회 게스트
- 2020년 SBS 《런닝맨》 - 500회 게스트
- 2020년 SBS 《정글의 법칙》
- 2020년 SBS 《TV 동물농장》- 스페셜 MC (9월 27일, 10월 4일)
- 2022년 SBS 《꼬리에 꼬리를 무는 그날 이야기》- 게스트
- 2022년 JTBC 《K-909》 - 1회 출연
- 2023년 MBC 《심야괴담회》- 74회 게스트
- 2024년 MBC 《라디오스타》- 게스트
- 2024년 tvN 《놀라운 토요일 - 도레미마켓》- 게스트
- 2024년 JTBC 《한문철의 블랙박스 리뷰 - 한블리》 - 게스트

### 라디오 프로그램
- 2017년 9월 3일 ~ 2019년 9월 1일 《청소년소통프로젝트 경청》 DJ (EBS FM)
- 2023년 10월 2일 ~ 2024년 10월 6일 《볼륨을 높여요》 DJ (KBS 쿨FM)

### 웹예능
- 2022년 9월 29일 《선미의 SHOW 터뷰》 - 11회 게스트
- 2024년 11월 2일 《감별사》 - 16회 게스트
- 2025년 2월 14일 《집대성》 - 44회 게스트

### 뮤직비디오
| 연도 | 제목       | 음악가   |
| ---- | ---------- | -------- |
| 2016 | 《예쁨》   | 펜타곤   |
| 2017 | 《라라라》 | 베이빌론 |
| 2020 | 《REMEDY》 | 창모     |

### 광고
| 연도   | 광고주            | 제품명                           | 종류                     | 공동 출연                         |
| ------ | ----------------- | -------------------------------- | ------------------------ | --------------------------------- |
| 2017년 | 파파레서피        | 파파레서피                       | 화장품                   |                                   |
| 2017년 | 사이펀            | 여황제                           | PC 게임 (RPG)            |                                   |
| 2018년 | 한세엠케이        | NBA (2018 S/S - F/W)             | 의류 (스트릿 캐주얼)     | NCT 127                           |
| 2018년 | 롯데하이마트      | 하이마트 에어컨 대전             | 전자제품 판매점          |                                   |
| 2018년 | 한국시세이도      | 시세이도                         | 화장품                   | 박민영                            |
| 2018년 | 렌즈타운          | 렌즈타운                         | 콘택트 렌즈              | 몬스타엑스                        |
| 2018년 | 나이키 코리아     | 나이키 에어포스                  | 의류 (스포츠)            | 박재범                            |
| 2018년 | 롯데칠성음료      | 청하                             | 주류 (청주)              |                                   |
| 2018년 | 삼성전자          | 갤럭시 A7 2018 인플루언서 라이브 | 스마트폰                 | 도티, 잇섭                        |
| 2018년 | LF                | 질 스튜어트 액세서리 (2019 S/S)  | 액세서리                 |                                   |
| 2019년 | 넥슨GT            | 서든어택                         | PC 게임 (FPS)            |                                   |
| 2019년 | 나이키 코리아     | Women's Just Do It               | 의류 (스포츠)            | 엠버, 박나래, 지소연 박성현, 보아 |
| 2019년 | LG 유플러스       | U+ AR                            | 이동통신                 |                                   |
| 2019년 | 이엘씨에이한국    | 크리니크                         | 화장품                   |                                   |
| 2019년 | 한국코카콜라      | 스프라이트                       | 음료                     | 장기용                            |
| 2019년 | 룽투코리아        | 보스레이브                       | 모바일 게임 (MMORPG)     |                                   |
| 2019년 | 위드인푸드        | 걸작 떡볶이 치킨                 | 식품                     |                                   |
| 2019년 | 카파              | 카파                             | 의류 (스포츠)            |                                   |
| 2019년 | 패션랜드          | 무자크                           | 의류 (2019 F/W)          |                                   |
| 2019년 | 패션랜드          | 이프네                           | 의류 (2019 F/W)          |                                   |
| 2019년 | 브랜디 주식회사   | 브랜디                           | 소프트웨어 (여성 쇼핑몰) |                                   |
| 2019년 | 주식회사 포미포미 | 포미포미                         | 위생용품 (샴푸)          |                                   |
| 2020년 | 돌체 앤 가바나    | 돌체 앤 가바나 뷰티              | 화장품                   |                                   |
| 2020년 | 일동제약          | 다온                             | 의약품 (피임약)          |                                   |
| 2020년 | 한국코카콜라      | 스프라이트                       | 음료                     |                                   |
| 2020년 | 피플카            | 피플카                           | 카셰어링                 |                                   |

## 홍보대사
| 연도 | 경력                                                                       |
| ---- | -------------------------------------------------------------------------- |
| 2017 | - 2017 농촌재능나눔 범국민 캠페인-다함께 농런(農-Run) 스타 릴레이 홍보대사 |
| 2018 | - 제10회 서울국제건축영화제 홍보대사                                       |
| 2020 | - 한국 3X3 농구위원회(KXO) 홍보대사                                        |

## 수상 내역

### 시상식
| 연도 | 시상식                                | 부문                                | 결과 | 출처  |
| ---- | ------------------------------------- | ----------------------------------- | ---- | ----- |
| 2017 | 2018 대한민국 퍼스트브랜드 대상       | 여자 아이돌 부문                    | 수상 | [ 7 ] |
| 2017 | 제9회 멜론 뮤직 어워드                | 신인상                              | 후보 |       |
| 2017 | 제19회 엠넷 아시안 뮤직 어워드        | 여자 신인상                         | 후보 |       |
| 2017 | 제19회 엠넷 아시안 뮤직 어워드        | 베스트 오브 넥스트상                | 수상 |       |
| 2018 | 제27회 하이원 서울가요대상            | 신인상                              | 수상 |       |
| 2018 | 제2회 소리바다 베스트 케이뮤직 어워즈 | 신한류 뮤직스타상                   | 수상 |       |
| 2018 | 제3회 아시아 아티스트 어워즈          | 가수부문 페이버릿상                 | 수상 |       |
| 2018 | 제10회 멜론 뮤직 어워드               | 뮤직스타일상 댄스 여자 부문         | 후보 |       |
| 2018 | 제20회 엠넷 아시안 뮤직 어워드        | 여자 가수상                         | 후보 |       |
| 2018 | 제20회 엠넷 아시안 뮤직 어워드        | 베스트 댄스 퍼포먼스 솔로           | 수상 |       |
| 2019 | 제33회 골든디스크 어워즈              | 디지털음원부문 본상                 | 수상 |       |
| 2019 | 제3회 소리바다 베스트 케이뮤직 어워즈 | SOBA 본상                           | 수상 |       |
| 2019 | 제4회 아시아 아티스트 어워즈          | 베스트 아이콘상                     | 수상 |       |
| 2019 | 제11회 멜론 뮤직 어워드               | TOP 10                              | 수상 |       |
| 2019 | 제11회 멜론 뮤직 어워드               | 뮤직스타일상 댄스 여자 부문         | 수상 |       |
| 2019 | 제21회 엠넷 아시안 뮤직 어워드        | 여자 가수상                         | 수상 |       |
| 2019 | 제21회 엠넷 아시안 뮤직 어워드        | 베스트 댄스 퍼포먼스 솔로           | 수상 |       |
| 2020 | 제34회 골든디스크                     | 디지털음원 부문 본상                | 수상 |       |
| 2021 | 제10회 가온차트 뮤직 어워즈           | 올해의 가수상 (디지털 음원부문 9월) | 수상 |       |

### 가요 프로그램 1위
| 연도            | 수상 내역(총 14회) |
| --------------- | --- |
| 2019년(총 13회) | - 벌써 12시(총 7회) - 1월 9일 MBC M 《쇼 챔피언》 챔피언 송 - 1월 10일 Mnet 《엠카운트다운》 1위 - 1월 12일 MBC 《쇼 음악중심》 1위 - 1월 13일 SBS 《SBS 인기가요》 1위 - 1월 18일 KBS 《뮤직뱅크》 K-Chart 1위 - 1월 19일 MBC 《쇼 음악중심》 1위(2주 연속) - 2월 16일 MBC 《쇼 음악중심》 1위(통산 3주) - Snapping(총 6회) - 7월 3일 MBC M 《쇼 챔피언》 챔피언 송 - 7월 4일 Mnet 《엠카운트다운》 1위 - 7월 5일 KBS 《뮤직뱅크》 K-Chart 1위 - 7월 6일 MBC 《쇼 음악중심》 1위 - 7월 7일 SBS 《SBS 인기가요》 1위 - 7월 18일 Mnet 《엠카운트다운》 1위(통산 2주) |
| 2022년(총 1회)  | - Sparkling(총 1회) - 7월 19일 SBS MTV 《더 쇼 시즌 5》 더 쇼 초이스 |

### 내용주
1. ↑  《PRODUCE 101》 출연 당시 사용한 예명.

### 참조주
1. 1 2  https://www.youtube.com/watch?v=lyba3nY0cxo
2. ↑  김민주 (2019년 1월 10일). “'정오의 희망곡' 청하 "본명 김찬미, '프듀'부터 예명 사용"”. 티브이데일리. 2020년 8월 5일에 원본 문서에서 보존된 문서. 2019년 7월 25일에 확인함.
3. ↑  국경원 (2017년 6월 19일). “청하, 화면에는 다 담을 수 없었던 매력”. 스포츠동아.
4. ↑  아는 형님에 아이오아이가 떴다
5. ↑  MNH 이주섭 이사 "청하 눈빛보고 걸그룹에서 솔로로 전향" - 스타뉴스
6. ↑  김은구 (2017년 7월 28일). “이서진·에이프릴·양세찬·청하·윤박 농촌재능나눔 릴레이 홍보대사”. 이데일리. 2017년 8월 1일에 원본 문서에서 보존된 문서. 2017년 8월 1일에 확인함.
7. ↑  이승길 (2017년 11월 6일). “[공식] 소미·청하·육성재·정채연, 2018년 이끌 브랜드 선정”. 《마이데일리》.